# Notacma minax
Notacma minax là một loài tò vò trong họ Ichneumonidae.